# Masoveria de la Calvaria
La Masoveria de la Calvaria és una obra de Calldetenes (Osona) inclosa a l'Inventari del Patrimoni Arquitectònic de Catalunya.

## Descripció
Petita masoveria de planta quadrada amb el carener paral·lel a la façana i presenta un portal rectangular i dues finestres i dues més al primer pis. A la part de migdia s'hi adossa un cos de planta coberta a dues vessants i fa les funcions de cabana. A tramuntana hi ha una finestra amb reixa a la planta, una amb l'ampit motllurat al primer pis i una finestra de totxo i llinda de fusta a les golfes. A ponent s'obren tres finestres, d'aquestes dues són amb reixa a la planta i l'altre, al primer pis, és amb ampit. Els voladissos del teulat són més amplis a llevant i a ponent. És construïda amb pedra basta unida amb morter de calç i carreus de pedra ben treballats, hi ha alguns afegitons de totxo. L'estat de conservació és bo.

## Història
La seva història va unida a la del mas La Calvaria el qual el trobem documentat des del segle xii. La masoveria presenta una dada constructiva de principis del segle xix i l'any 1860 com a "Casanova de la Calvaria, masia casa de labranza"